# Gabriel Okechukwu
Gabriel Okechukwu (Abuja, 26 agosto 1995) è un ex calciatore nigeriano, di ruolo attaccante.

## Carriera

### Club
Nel 2019, ha giocato tre partite nella CAF Champions League con il Wydad Casablanca, di cui due nella fase a gironi e una nella semifinale d'andata. Nel 2018, ha anche giocato tre partite nella CAF Confederation Cup con l'Akwa United.

### Nazionale
Nel 2018 ha esordito in nazionale.